# Bandera de Córcega
La Bandera de Córcega fue adoptada por el General de la Nación Pasquale di Paoli en 1755 y estaba basada en la bandera tradicional. Representa una cabeza de moro (Tête de Maure) de color negro portando una bandana blanca en la frente en un fondo blanco. Previamente, la bandana cubría los ojos; Paoli la modificó para situarla en la frente para simbolizar la liberación del pueblo corso.[cita requerida]

## Historia
Tiene su origen en el emblema heráldico de la cruz de Alcoraz (una cruz de San Jorge con cuatro cabezas de moro en cada ángulo) adoptado por los reyes de Aragón con motivo, se cree, de la victoria de Pedro I de Aragón en la batalla de Alcoraz sobre cuatro reyes moros. Probablemente hacia finales de la década de 1380 el emblema fue concedido por Juan I de Aragón a los reinos de Córcega y de Cerdeña que formaban parte entonces de la Corona de Aragón. Al lugarteniente general de Córcega, el conde Arrigo della Rocca, le fue concedido el emblema con una sola cabeza de moro. En 1736, cuando se produce la elección del rey Teodoro de Córcega —la isla estaba en plena rebelión contra la República de Génova que había dominado la isla desde finales de la Edad Media—, el emblema se convierte en el símbolo de la independencia de Córcega.
Después fue usada por la República de Córcega y fue prohibida después de 1769, cuando Francia tomó posesión de la isla que anteriormente estaba gobernada por la República de Génova para pagar una deuda pendiente y acabar con la rebelión endémica en la isla. Se usó como bandera oficial cuando el Reino Unido la ocupó en 1793. Cayó en desuso hasta 1980, cuando se readoptó como bandera regional. 
La cabeza de moro también aparece en el Escudo de Córcega, así como en la Bandera de Cerdeña, en el Escudo de Aragón y en el de Cerdeña.

## Galería

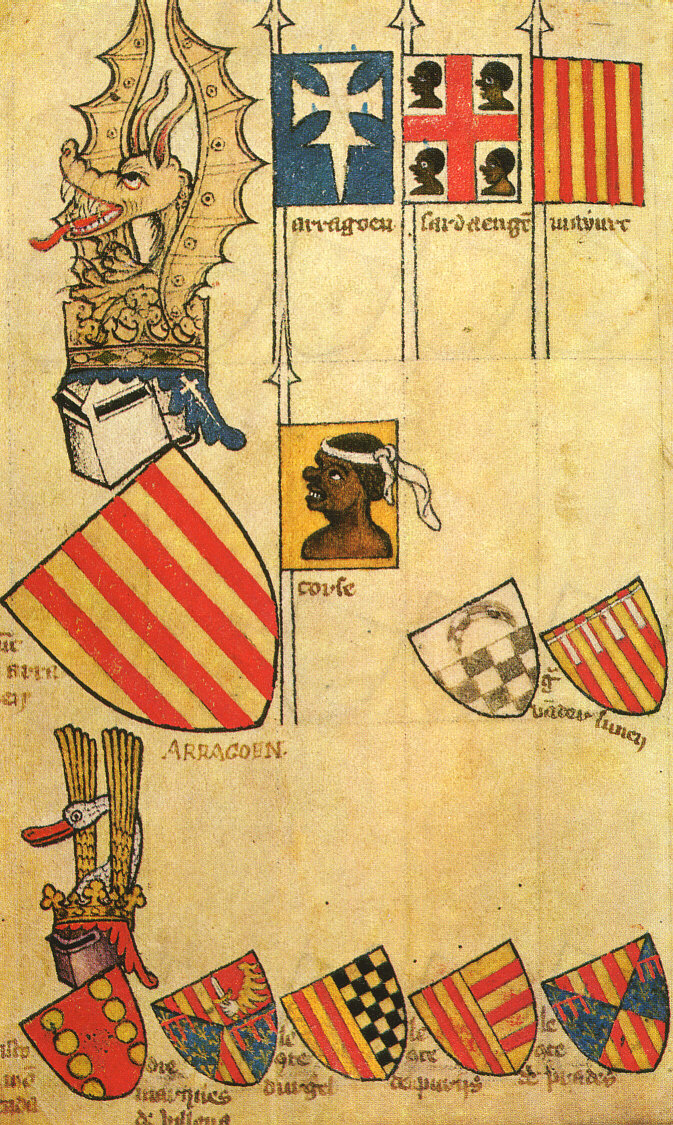
Armorial de Gelre — siglo XIV
Bandera del siglo XIV
Bandera anterior a 1746